# 미셸 부르동클
미셸 부르동클(프랑스어: Michel Bourdoncle, 1960년 10월 18일~)은 프랑스의 피아노 연주자이다.